# Campoplex praeoccupator
Campoplex praeoccupator är en stekelart som beskrevs av Aubert 1974. Campoplex praeoccupator ingår i släktet Campoplex och familjen brokparasitsteklar. Inga underarter finns listade.